# アピックヤマダ
アピックヤマダ株式会社（英: APIC YAMADA CORPORATION）は、長野県千曲市に本社を置く、半導体後工程用製造装置、超精密金型、リードフレームなどの開発・設計・製造・販売を手掛けるメーカーである。
ヤマハ発動機のグループ企業であり、ヤマハロボティクスホールディングスの100%子会社。
日本で最初に半導体チップをパッケージングする樹脂封止金型を開発・製造し、リード加工機においては世界首位級のシェアを誇る。

## 主力製品・事業
半導体業界向けの装置を中心に、以下のような事業を展開している。
- 半導体製造用モールディング(樹脂封止)装置および金型
- 半導体製造用リード加工機
- ICおよび基盤の切断(ダイシングソー、レーザー)装置
- テストハンドラー
- リードフレームおよびリードフレーム用プレス金型

また近年は、車載関連や医療関連、LED関連事業への展開も進めている。

## 沿革
- 1950年3月 - 山田製作所創業。
- 1953年7月 - 株式会社山田製作所設立。
- 1993年4月 - 現社名に変更。
- 1994年10月 - 株式を店頭公開。
- 1996年1月 - 東京証券取引所2部上場。
- 2003年5月 - 日本電産コパルとコパル・ヤマダ株式会社設立。
- 2019年
  - 6月27日 - 株式公開買付けにより新川（7月1日付でヤマハモーターロボティクスホールディングスへ商号変更、現：ヤマハロボティクスホールディングス）の子会社となると同時に、ヤマハ発動機の孫会社となる[1]。
  - 7月30日 - 東京証券取引所2部上場廃止。
  - 8月1日 - 株式売渡請求により、ヤマハモーターロボティクスホールディングスの完全子会社となる[2][3][4]。

## 拠点
- 本社・本社工場（長野県千曲市）
- 吉野工場（長野県千曲市）

## 国内主要関連会社
- コパル・ヤマダ株式会社
- アピックヤマダ販売株式会社